# Agave oroensis
Agave oroensis är en sparrisväxtart som beskrevs av Howard Scott Gentry. Agave oroensis ingår i släktet Agave och familjen sparrisväxter. Inga underarter finns listade i Catalogue of Life.